# マッツェ
マッツェ（伊: Mazzè）は、イタリア共和国ピエモンテ州トリノ県にある、人口約4,100人の基礎自治体（コムーネ）。

## 地理

### 位置・広がり

#### 隣接コムーネ
隣接するコムーネは以下の通り。括弧内のVCはヴェルチェッリ県所属を示す。
- カルーゾ
- カンディア・カナヴェーゼ
- キヴァッソ
- チリアーノ (VC)
- モンクリヴェッロ (VC)
- ロンディッソーネ
- ヴィッラレッジャ
- ヴィスケ

## 行政

### 分離集落
マッツェには、以下の分離集落（フラツィオーネ）がある。
- Barengo, Casale, Tonengo